# Stovpîcine, Ovruci
Stovpîcine (în ucraineană Стовпичне) este un sat în comuna Kolesnîkî din raionul Ovruci, regiunea Jîtomîr, Ucraina.

## Demografie
Componența lingvistică a localității Stovpîcine
     Ucraineană (100%)
Conform recensământului din 2001, toată populația localității Stovpîcine era vorbitoare de ucraineană (100%).